# Rimbach (Odenwald)
Rimbach é um município da Alemanha, situado no distrito de Bergstrasse, no estado de Hesse. Tem 23,16 km² de área, e sua população em 2019 foi estimada em 8.610 habitantes.